# Piotr Szymiczek
Piotr Szymiczek (ur. 21 maja 1982 w Wodzisławiu Śląskim) – polski piłkarz grający na pozycji obrońcy w Odrze Wodzisław Śląski.
W ekstraklasie zadebiutował 24 maja 2003 w meczu przeciwko GKS Katowice. W I lidze rozegrał dotychczas 47 spotkań, nie zdobywając ani jednej bramki.